# Dipdive
Dipdive es una web de red social. Es más conocido por el sitio de la fuente original de los videos políticos "Yes We Can" de Barack Obama. El sitio permite a los usuarios subir imágenes, vídeos, MP3, blogs y crear listas de reproducción. Vídeos y MP3 son permitidos en la misma lista de reproducción.

## Historia
El sitio se publicó junto con la edición británica del tercer álbum de Will.i.am , "Songs About Girls".Fue creado por "Brothers in Art", los creadores del sitio de fanes oficial de Black Eyed Peas.  El sitio se hizo popular cuando will.i.am subido el video de Yes We Can el 2 de febrero de 2008, y el video de We Are the Ones 29 de febrero de 2008. Posteriormente con el video It's a New Day.
El 22 de febrero de 2009, will.i.am subió la versión completa del futuro número 1 , "Boom Boom Pow" en la página web y reveló que el sitio web oficial de Black Eyed Peas sería Dipdive.

## Perfiles
Cada usuario tiene su propia televisión. Los usuarios deben poner sus medios de comunicación en un setlist para activar su TV. Los miembros deben elegir uno de los temas para decorar su perfil y pueden seleccionar sus canales favoritos. Las listas de reproducción se muestra en su perfil.

### Importaciones desde otras webs
Cuando se decía que el sitio web de Black Eyed Peas se cerraría, Dipdive permitió a los miembros de importar en sus blogs, fotografía y comentarios .
Dipdive ahora permite a los usuarios mostrar sus más reciente entradas en Twitter en la sección "What's Up?" de su perfil.

### Canales
Los canales son las páginas que están especialmente recomendados en Dipdive. Ellas tienen sus propios temas pueden añadir "fans" a sus canales . Algunos canales tienen foros en ellos. En la actualidad hay 22 canales en Dipdive, algunos de ellos pertenecientes a Black Eyed Peas, Kero One, K'Naan y Kimberly Wyatt de Pussycat Dolls.

## Exclusivo de Dipdive

### Daily Dips
El canal DipApproved acoge una serie web de noticias. Cada episodio cuenta con 5 titulares de los acontecimientos (antes 7), que a menudo son hechas para ser gracioso. Fue conducido por Michelle Joan Pappillion hasta que fue sustituido ser Raquelle Gracie, un exmiembro de la banda femenina Hope que se presentaron para la cuarta serie de The X Factor.

### Shrink Rap
Shrink Rap es una serie web donde los anfitriones tienen que adivinar lo que es una cierta imagen. También es cargado por el canal DipApproved 

### Dippin on the Streets
Dippin on the Streets es también una serie en línea. En esta serie, los anfitriones asisten a los eventos y festivales más importantes. También es cargado por el canal DipApproved

### Beautiful Movements
Bellos movimientos es un canal de Dipdive fundado por Kimberly Wyatt, es redirigido de "beautifulmovements.com".Es un lugar para la libre expresión, donde la gente escucha, se refieren, y aprenden acerca de la autoestima. Kimberly dice en esta web :"Juntos podemos promover el crecimiento a través del amor, la compasión y la acción positiva. A través de la poesía, el canto, el arte, la danza, y, finalmente, ser auto-expresado nos abrimos a un mundo de posibilidades. nadie en esta tierra te puede hacer feliz, pero a ti mismo. Así que sumergirse en un viaje de auto-descubrimiento y el cambio que deseas ver en el mundo ". El canal tiene un foro sobre él.

### Worlds on Fire
World's On Fire es una exposición de arte que tuvo lugar del 2 de febrero de 2009 al 9 de febrero de 2009. La galería muestra retratos destacados de nominados al Grammy 2009 elaborados por los artistas del surrealismo Lowbrow pop. Después de que el evento terminó, el arte, junto con secuencias de video fueron subidas al canal de Dipdive. 

### Who Killed the Music?
¿Quién mató a la música? es otra muestra de arte que tuvo lugar el 24 de enero de 2010. El dinero recaudado se destinará a la Fundación Grammy a la beca I.AM Scholarship.

## Publicidad
- La página se ve en los dispositivos portátiles en el video musical de "I Gotta Feeling".
- La canción "Now Generation" de Black Eyed Peas, hace una referencia a la página web.
- Un televisor de Dipdive se ve en el comienzo del video musical de "It's a New Day".